# 田畑昇悟
田畑 昇悟（たはた しょうご、1985年3月30日 - ）は、日本の活動家。

## 略歴
兵庫県丹波市山南町出身。2003年（平成15年）、兵庫県立柏原高等学校を卒業後、京都学園大学人間文化学部に進学し、学生自治会代表を務める。休学中、インド一周、イベント会社・共創社を設立。卒業後、株式会社亀岡市民新聞社の記者として6年間勤める。退職後、ガーナで農園作りのNGO活動に参加。帰国後、2014年（平成26年）に特定非営利活動法人テダスに就職し、事務局長としてNPOの支援活動を行っている。2015年（平成27年）に移住者向け地域情報『集落の教科書』をプロデュースし、それ以降、集落の教科書及びそれに類似した取り組みが全国に広がっている。

## 著書
- 『イチローになれなかった』 – Amazon.co.jp、2005年[4]
- 『移住者を助けるガイドブック 集落の教科書のつくり方』 – 農山漁村文化協会、2022年[5]

## 連載記事
- 『集落会議のつくり方』 – 季刊地域 52～55号、農山漁村文化協会、2023-24年[6]
- 『集落意識の育て方』 – 全国農業新聞 第3348～3359号、全国農業会議所、2024-25年[7]

## 論文
- 『インドと日本の格差問題』2007年[8]